# Sphoeroides georgemilleri
Sphoeroides georgemilleri es una especie de peces de la familia Tetraodontidae en el orden de los Tetraodontiformes.

## Hábitat
Es un pez de mar de clima tropical y demersal que vive hasta los 22 m de profundidad.

## Distribución geográfica
Se encuentra en la costa del Caribe de Colombia.

## Observaciones
Es inofensivo para los humanos.